# Dekret z Kanopos
Dekret z Kanopos – inskrypcja z czasów Ptolemeusza III Euergetesa, w dwóch językach: egipskim i greckim, oraz w trzech zapisach: hieroglificznym, demotycznym i alfabetem greckim. Spisana na steli zwanej Kamieniem z Kanopos, odnalezionym w 1866 w ruinach Sais (dzisiejsze Sa el-Hagar).

## Treść
Dekret z Kanopos jest jednym z dwóch dokumentów wyrytych na stelach z czasów ptolemejskich, które posłużyły w XIX wieku do odczytania egipskiego  pisma hieroglificznego. Drugi to dekret z Memfis spisany na Kamieniu z Rosetty. Stela (Kamień z Kanopos) wykonana była z wapienia, tradycyjnie zaokrąglona na górze, a jej wymiary to ok. 2,5 m na 1 m.
Dekret został wydany przez zgromadzenie egipskich kapłanów, które zebrało się w Kanopos w 7. dniu macedońskiego miesiąca apellaios, któremu odpowiadał 17. dzień egipskiego miesiąca tybi, 9. roku panowania Ptolemeusza III Euergetesa, czyli 7 marca 238 p.n.e. Językiem, w którym go spisano była greka, a egipski był językiem tłumaczenia.
Dokument stanowi wyliczenie dobrodziejstw jakich doświadczyli Egipcjanie pod rządami władcy i jego małżonki Berenike, m.in.: fundacji świątynnych i kultowych, obniżenia podatków w czasie klęski głodu oraz związanego z nią zakupu ziarna z prywatnych środków. Poza tym w dekrecie odniesiono się również do tego co powinno zostać zrobione w przyszłości (zalecenia dla władcy), co według znawców świadczy o potędze jaką posiadali kapłani i ich znaczeniu w utrzymaniu posłuchu w państwie Ptolemeuszów.

## Reforma kalendarza
Najbardziej istotną informacją zawartą w dekrecie jest jednak postanowienie o reformie kalendarza. Chociaż nie podano jej konkretnej daty, zmiana miała uwzględniać rok przestępny i wprowadzała święto z pięciodniowym festiwalem na cześć królewskiej pary, z dodatkowym 6. dniem festiwalowym co cztery lata. Z niewiadomych powodów reformy jednak nie wprowadzono, a zmian dokonano dopiero w okresie dominacji rzymskiej, za rządów cesarza Augusta (por. kalendarz juliański).